# Longerhouw
Longerhouw (en frison : Longerhou) est un village de la commune néerlandaise de Súdwest Fryslân, situé dans la province de Frise. 

## Géographie
Le village est situé dans l'ouest de la Frise, à l'ouest de la ville de Bolsward, et est bordé au nord par l'autoroute A7. 

## Histoire
Le site est mentionné dans un texte de 1275 comme Langherahof. Après 1580, Longerhouw et Schettens forment ensemble une communauté ecclésiastique.
Au milieu du XIXe siècle, le village est le centre du mouvement protestant Réveil autour du révérend Jan Wouter Felix. 
Longerhouw fait partie de la commune de Wûnseradiel jusqu'au 1er janvier 2011, où celle-ci est supprimée et fusionnée avec Bolsward, Nijefurd, Sneek et Wymbritseradiel pour former la nouvelle commune de Súdwest-Fryslân.

## Démographie
En 2021, la population s'élève à 55 habitants.

## Culture et patrimoine
L'église de Longerhouw date de 1757 et abrite une chaire ornée de sculptures dues à Gerben Jelles Nauta de Sneek. Elle possède une tour à toit en bâtière du XIIIe siècle qui porte une horloge en fer forgé du XVIIe siècle. L'édifice est classé comme monument national depuis 1968.